# Aeropuerto Internacional Rafic Hariri
El Aeropuerto Internacional Rafic Hariri de Beirut (antiguo Aeropuerto Internacional de Beirut) (IATA: BEY , OACI: OLBA), (en árabe: مطار بيروت رفيق الحريري الدولي) está situado a 9 km del centro de la ciudad, en los suburbios meridionales de Beirut, Líbano y es el único aeropuerto comercial operativo en el país. Es el eje central de la línea aérea nacional, Middle East Airlines (más conocida como MEA). Es también el centro de operaciones de carga de Trans Mediterranean Airways (más conocida como TMA Cargo), así como de la nueva compañía chárter, MenaJet. 
Es el principal puerto de entrada en el país junto con el Puerto de Beirut. Fue seleccionado por la afamada "Skytrax Magazine" como el segundo mejor aeropuerto de Oriente Medio, después del Aeropuerto Internacional de Dubái. 
El aeropuerto es administrado y operado por la Dirección General de Aviación Civil (DGAC), que depende del Ministerio de Obras Públicas y Transportes. La DGAC es también responsable de la explotación del control de tráfico aéreo (ATC) en el aeropuerto, así como controlar el espacio aéreo del Líbano. 
El mantenimiento y conservación general de funciones que van desde la limpieza a la terminal y mantenimiento de las pistas están a cargo de Servicios de Aeropuertos Oriente Medio (MEAS), que es una filial de la compañía aérea nacional, Middle East Airlines. 

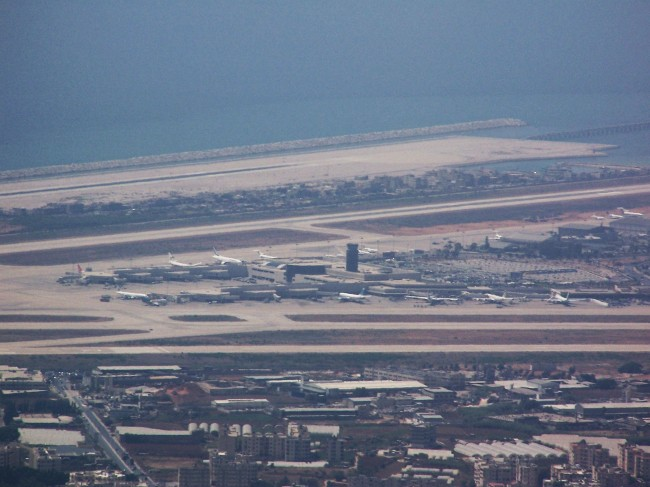
Vista del Aeropuerto Internacional de Beirut Rafic Hariri.

Existen planes para sustituir a la Dirección General de Aviación Civil (DGAC), por un grupo autónomo propiedad de la agencia libanesa Autoridad de Aviación Civil (LCAA), que asumiría las responsabilidades de regulación y supervisión de la seguridad; mientras que un nuevo grupo llamado Corporación Aeropuerto Beirut Rafic Hariri (BRHIAC) asumirá las responsabilidades de gestión y las operaciones del aeropuerto.
Es un aeropuerto que ha sufrido severos daños durante la guerra civil libanesa y las invasiones de Israel y Siria. Su nombre se debe a Rafic Hariri, primer ministro libanés asesinado en 2005.

## Aerolíneas y destinos
| Ciudades por países    | Nombre del aeropuerto                          | Aerolíneas                                             | Aeronaves     | Frecuencias semanales |        |
| África                 | África                                         | África                                                 | África        | África                | África |
| ---------------------- | ---------------------------------------------- | ------------------------------------------------------ | ------------- | --------------------- | ------ |
| Argelia                |                                                |                                                        |               |                       |        |
| Argel                  | Aeropuerto Internacional Houari Boumedienne    | Air Algérie                                            |               |                       |        |
| Costa de Marfil        |                                                |                                                        |               |                       |        |
| Abiyán                 | Aeropuerto Port Bouet                          | Middle East Airlines                                   | A3xx          |                       |        |
| Egipto                 |                                                |                                                        |               |                       |        |
| Alejandría             | Aeropuerto de Borg El Arab                     | EgyptAir                                               |               |                       |        |
| El Cairo               | Aeropuerto Internacional de El Cairo           | EgyptAir Middle East Airlines                          | A3xx          |                       |        |
| Sharm el-Sheij         | Aeropuerto Internacional de Sharm el-Sheij     | Air Arabia Egypt Middle East Airlines (Estacional)     | A320-214 A3xx |                       |        |
| Etiopía                |                                                |                                                        |               |                       |        |
| Adís Abeba             | Aeropuerto Internacional Bole                  | Ethiopian                                              |               |                       |        |
| Ghana                  |                                                |                                                        |               |                       |        |
| Acra                   | Aeropuerto Internacional Kotoka                | Middle East Airlines                                   | A3xx          |                       |        |
| Marruecos              |                                                |                                                        |               |                       |        |
| Casablanca             | Aeropuerto Internacional Mohámmed V            | Royal Air Maroc                                        |               |                       |        |
| Nigeria                |                                                |                                                        |               |                       |        |
| Kano                   | Aeropuerto Internacional de Kano Mallam Aminu  | Middle East Airlines                                   | A3xx          |                       |        |
| Lagos                  | Aeropuerto Internacional Murtala Muhammed      | Middle East Airlines                                   | A3xx          |                       |        |
| Túnez                  |                                                |                                                        |               |                       |        |
| Túnez                  | Aeropuerto Internacional de Túnez-Cartago      | Tunisair                                               |               |                       |        |
| Asia                   |                                                |                                                        |               |                       |        |
| Arabia Saudita         |                                                |                                                        |               |                       |        |
| Dammam                 | Aeropuerto Internacional Rey Fahd              | Middle East Airlines                                   | A3xx          |                       |        |
| Medina                 | Aeropuerto Príncipe Mohammad Bin Abdulaziz     | Saudia                                                 |               |                       |        |
| Riad                   | Aeropuerto Internacional Rey Khalid            | Flynas Middle East Airlines Saudia                     | A32x A3xx     |                       |        |
| Yida                   | Aeropuerto Internacional Rey Abdulaziz         | Middle East Airlines Saudia                            | A3xx          |                       |        |
| Baréin                 |                                                |                                                        |               |                       |        |
| Manama                 | Aeropuerto Internacional de Baréin             | Gulf Air                                               |               |                       |        |
| Catar                  |                                                |                                                        |               |                       |        |
| Doha                   | Aeropuerto Internacional Hamad                 | Middle East Airlines Qatar Airways                     | A3xx          |                       |        |
| Emiratos Árabes Unidos |                                                |                                                        |               |                       |        |
| Abu Dabi               | Aeropuerto Internacional de Abu Dabi           | Etihad Airways Middle East Airlines                    | A3xx          |                       |        |
| Dubái                  | Aeropuerto Internacional de Dubái              | Emirates flydubai Middle East Airlines                 | B737 A3xx     |                       |        |
| Sharjah                | Aeropuerto Internacional de Sharjah            | Air Arabia                                             | A32x          |                       |        |
| Irak                   |                                                |                                                        |               |                       |        |
| Bagdad                 | Aeropuerto Internacional de Bagdad             | Fly Baghdad Iraqi Airways Middle East Airlines         | A3xx          |                       |        |
| Basora                 | Aeropuerto Internacional de Basora             | Iraqi Airways Middle East Airlines                     | A3xx          |                       |        |
| Erbil                  | Aeropuerto Internacional de Erbil              | Middle East Airlines                                   | A3xx          |                       |        |
| Nayaf                  | Aeropuerto Internacional de Nayaf              | Fly Baghdad Iraqi Airways Middle East Airlines         | A3xx          |                       |        |
| Solimania              | Aeropuerto Internacional de Suleimaniya        | Iraqi Airways                                          |               |                       |        |
| Irán                   |                                                |                                                        |               |                       |        |
| Teherán                | Aeropuerto Internacional Imán Jomeini          | Iran Air Mahan Air                                     |               |                       |        |
| Mashhad                | Aeropuerto Internacional de Mashhad            | Iran Air Mahan Air                                     |               |                       |        |
| Jordania               |                                                |                                                        |               |                       |        |
| Amán                   | Aeropuerto Internacional Queen Alia            | Jordan Aviation Middle East Airlines Royal Jordanian   | A3xx          |                       |        |
| Kuwait                 |                                                |                                                        |               |                       |        |
| Ciudad de Kuwait       | Aeropuerto Internacional de Kuwait             | Jazeera Airways Kuwait Airways Middle East Airlines    | A32x A3xx     |                       |        |
| Siria                  |                                                |                                                        |               |                       |        |
| Alepo                  | Aeropuerto Internacional de Alepo              | Cham Wings Airlines Syrian Air                         |               |                       |        |
| Damasco                | Aeropuerto Internacional de Damasco            | Cham Wings Airlines Syrian Air                         |               |                       |        |
| Qamishli               | Aeropuerto de Qamishli                         | Cham Wings Airlines                                    |               |                       |        |
| Turquía                |                                                |                                                        |               |                       |        |
| Adana                  | Aeropuerto de Adana Şakirpaşa                  | Turkish Airlines operado por AnadoluJet                | B737-800      |                       |        |
| Antalya                | Aeropuerto de Antalya                          | Pegasus Airlines Turkish Airlines                      |               |                       |        |
| Estambul               | Aeropuerto Internacional de Estambul           | Middle East Airlines Pegasus Airlines Turkish Airlines | A3xx          |                       |        |
| Europa                 |                                                |                                                        |               |                       |        |
| Alemania               |                                                |                                                        |               |                       |        |
| Fráncfort del Meno     | Aeropuerto de Fráncfort del Meno               | Lufthansa Middle East Airlines                         | A3xx          |                       |        |
| Armenia                |                                                |                                                        |               |                       |        |
| Ereván                 | Aeropuerto Internacional de Zvartnots          | Armenia Aircompany Middle East Airlines                | B737 A3xx     |                       |        |
| Bélgica                |                                                |                                                        |               |                       |        |
| Bruselas               | Aeropuerto de Bruselas-National                | Middle East Airlines                                   | A3xx          |                       |        |
| Bielorrusia            |                                                |                                                        |               |                       |        |
| Minsk                  | Aeropuerto Internacional de Minsk              | Belavia                                                |               |                       |        |
| Bosnia y Herzegovina   |                                                |                                                        |               |                       |        |
| Sarajevo               | Aeropuerto Internacional de Sarajevo           | Middle East Airlines (Estacional)                      | A3xx          |                       |        |
| Bulgaria               |                                                |                                                        |               |                       |        |
| Sofía                  | Aeropuerto de Sofía                            | Bulgaria Air                                           |               |                       |        |
| Chipre                 |                                                |                                                        |               |                       |        |
| Lárnaca                | Aeropuerto Internacional de Lárnaca            | Middle East Airlines                                   | A3xx          |                       |        |
| Dinamarca              |                                                |                                                        |               |                       |        |
| Copenhague             | Aeropuerto de Copenhague-Kastrup               | Middle East Airlines SAS                               | A3xx          |                       |        |
| España                 |                                                |                                                        |               |                       |        |
| Barcelona              | Aeropuerto de Barcelona-El Prat                | Vueling                                                | A3xx          |                       |        |
| Madrid                 | Aeropuerto de Madrid-Barajas                   | Middle East Airlines                                   | A3xx          |                       |        |
| Francia                |                                                |                                                        |               |                       |        |
| Lyon                   | Aeropuerto de Lyon-Saint Exupéry               | Transavia France                                       | B737-800      |                       |        |
| Marsella               | Aeropuerto de Marsella-Provenza                | Air France                                             |               |                       |        |
| Niza                   | Aeropuerto Internacional de Niza-Costa Azul    | Middle East Airlines                                   | A3xx          |                       |        |
| París                  | Aeropuerto de París-Charles de Gaulle          | Air France Middle East Airlines                        | A3xx          |                       |        |
| París                  | Aeropuerto de París-Orly                       | Transavia France                                       |               |                       |        |
| Grecia                 |                                                |                                                        |               |                       |        |
| Atenas                 | Aeropuerto Internacional Eleftherios Venizelos | Aegean Airlines Middle East Airlines                   | A32x A3xx     |                       |        |
| Italia                 |                                                |                                                        |               |                       |        |
| Milán                  | Aeropuerto de Milán-Malpensa                   | Middle East Airlines                                   | A3xx          |                       |        |
| Roma                   | Aeropuerto de Roma-Fiumicino                   | ITA Airways Middle East Airlines                       | A3xx          |                       |        |
| Polonia                |                                                |                                                        |               |                       |        |
| Varsovia               | Aeropuerto Chopin de Varsovia                  | LOT Polish Airlines                                    |               |                       |        |
| Reino Unido            |                                                |                                                        |               |                       |        |
| Londres                | Aeropuerto de Londres-Heathrow                 | British Airways Middle East Airlines                   | A3xx          |                       |        |
| Rumania                |                                                |                                                        |               |                       |        |
| Bucarest               | Aeropuerto Internacional de Bucarest           | TAROM                                                  |               |                       |        |
| Rusia                  |                                                |                                                        |               |                       |        |
| Moscú                  | Aeropuerto de Moscú-Sheremétievo               | Aeroflot                                               |               |                       |        |
| Serbia                 |                                                |                                                        |               |                       |        |
| Belgrado               | Aeropuerto de Belgrado-Nikola Tesla            | Air Serbia                                             |               |                       |        |
| Suiza                  |                                                |                                                        |               |                       |        |
| Ginebra                | Aeropuerto Internacional de Ginebra            | Middle East Airlines Swiss                             | A3xx          |                       |        |
| Zúrich                 | Aeropuerto Internacional de Zúrich             | Middle East Airlines Swiss                             | A3xx          |                       |        |

## Estadísticas
Ver fuente y consulta Wikidata.